# Chácara (Minas Gerais)
Chácara é um município brasileiro do estado de Minas Gerais. Sua população recenseada em 2022 era de 3 075 habitantes.

## História
Chácara surgiu como povoado, em 1863, na fazenda da Cachoeira, de propriedade de Severino Dias Tostes. Ali foi passada no dia 10 de janeiro daquele ano, a escritura de doação de cinco alqueires de terras, no valor de cento e cinqüenta contos de réis, feita por Iria Maria da Silva para a construção do Patrimônio da Capela de São Sebastião. 
Serviu como escrivão no ato, o Senhor Francisco Delgado Pinto, assinando a rodo da doadora que não sabia escrever, o cidadão Antônio José Duque e, como testemunhas, os senhores Antônio Henrique Barbosa, Joaquim Antônio da Silva, Antônio José Fonseca Sobrinho, Manoel Antônio da Fonseca, Romualdo Vieira e Acácio da Costa Pinto.
Ao redor da capela desenvolveu-se o povoado que, poucos anos depois, isto é, em 1870, foi elevado à categoria de distrito de paz. E três anos mais tarde, foi criado o distrito policial. A lei nº 3276, de 30 de outubro de 1884, elevou o distrito à condição de freguesia.
A divisão administrativa do Estado, em 1962, criou o município de Chácara, que foi oficialmente instalada em 1º de março de 1963. Anualmente em janeiro a cidade promove festa em homenagem ao padroeiro São Sebastião, além do carnaval, um dos maiores eventos culturais da cidade, mantendo a tradição dos concurso dos mascarados, trazendo para a cidade nesta época turistas de várias regiões. E a Exposição Agropecuária e o Torneio Leiteiro, geralmente no final do mês de agosto, e reconhecido como um dos melhores rodeio da região.

A história de Chácara registra a presença de importantes personalidades como Cândido Teixeira Tostes, Barão de Catas Altas, Severino Dias Tostes, Teodorico Ribeiro de Assis, Dr. José Procópio Teixeira, Padre Leopoldo Caglianoni (primeiro vigário), Dr. João D`Avila, Cel Agenor Augusto Sampaio, Custódio Augusto de Resende e outros.